# Чарівниця (торт)
Чарівниця (рос. Чародейка) — бісквітний торт тривалого зберігання, що випускався з 1976 року на спеціалізованій лінії московського комбінату «Черёмушки».
Автором рецептури торта є Белла Семенівна Шейнтова. За винахід торта «Чарівниця» кондитер-технолог отримала медаль ВДНГ СРСР.
«Чародійка» — популярний з часів СРСР торт, його випуск продовжився і після розпаду Радянського Союзу. Складається з ніжного бісквіта та вершкового суфле, зверху покритий шоколадною глазур'ю. Це один із перших у СРСР тортів, що продаються у фірмовій заводській упаковці зі збільшеним терміном зберігання.
За своїм рецептом та зовнішнім виглядом «Чародійка» нагадує бостонський кремовий пиріг, що породило версії про запозичення рецепта. Однак у фірмовій «Чародійці» замість крему використовується вершкове суфле. У домашніх рецептах «Чародійки» дійсно часто використовується заварний крем.
За легендою, вигадуючи назву нового торта, головний технолог комбінату згадала назву улюбленої перукарні на Новому Арбаті — «Чародійка».